# Le Berger de l'Avent
Le Berger de l'Avent (Advent en danois, Aðventa en islandais) est un roman court de Gunnar Gunnarsson parue en 1936.

## Résumé
Benedikt, un berger islandais, pour la vingt-septième année consécutive, affronte l'hiver pour retrouver les bêtes égarées accompagné du chien Léo et du bélier Roc.

## Influence
L'écrivain Jón Kalman Stefánsson suggère que le roman a influencé Ernest Hemingway pour Le Vieil Homme et la Mer.